# Kon-Tiki (film 1950)

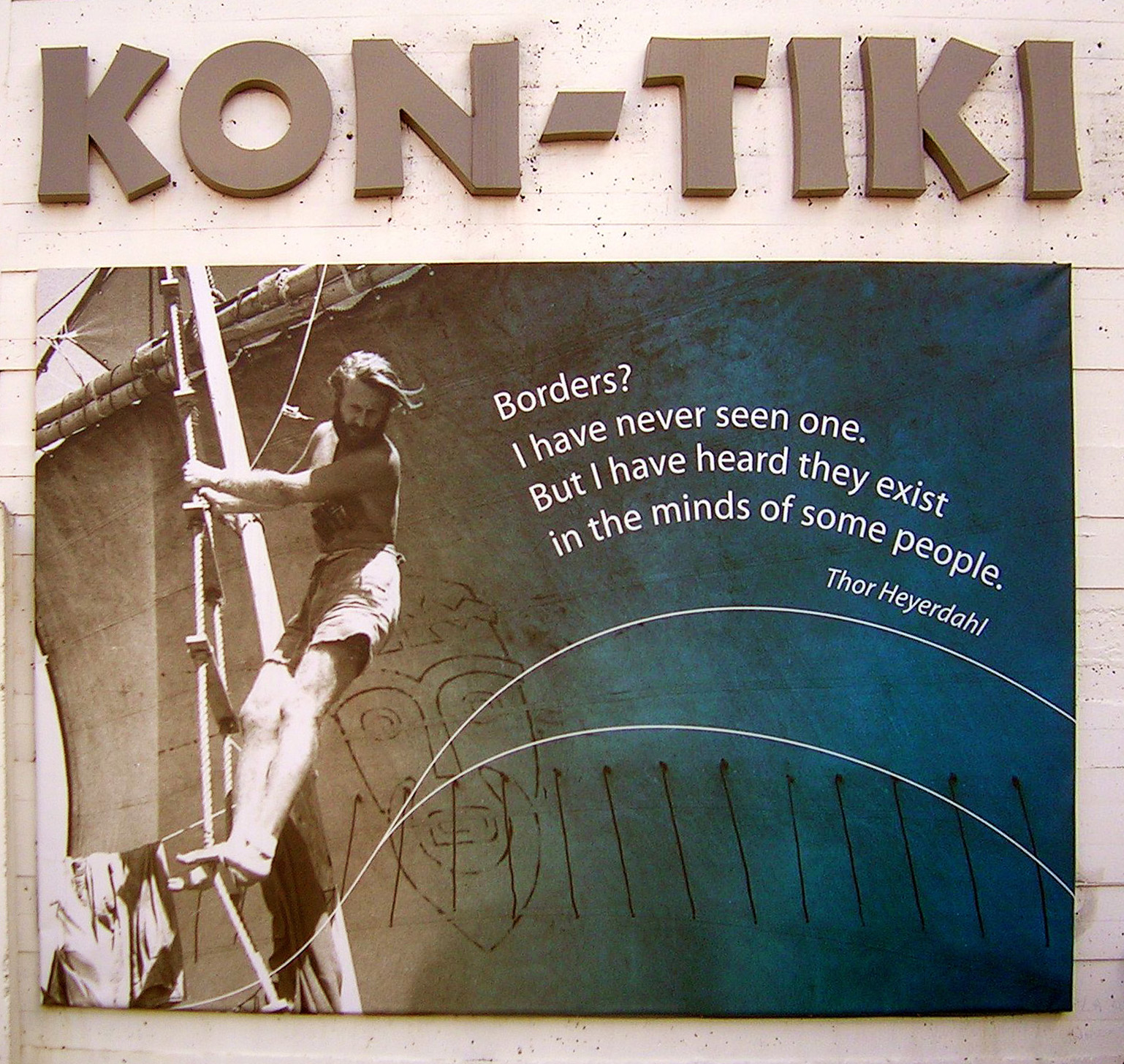

Kon-Tiki è un documentario del 1950 diretto da Thor Heyerdahl, vincitore del premio Oscar al miglior documentario nel 1952.

## Trama
Narra la storica spedizione omonima ideata dal norvegese, che dalle coste peruviane portò una zattera di balsa con un equipaggio di 6 persone a sbarcare sull'atollo di Raroia, dopo un viaggio di 6900 km e 101 giorni.

## Produzione
Dalle riprese di pessima qualità effettuate nel 1947 da Heyerdahl con una 16mm, un paio di anni dopo il produttore svedese Olle Nordemar riuscì a trarre un documentario di un realismo inedito per l'epoca. Un critico norvegese scrisse che la sua visione poteva causare il mal di mare.